# هربرت فيشر
هربرت فيشر 1865-1940 (بالإنجليزية: Herbert Fisher)‏ مؤرخ إنجليزي وسياسي ليبرالي.

## أعماله المترجمة إلى العربية
- أصول التاريخ الأوربي الحديث ترجمة، تحقيق: زينب عصمت راشد، الناشر: دار المعارف.
- نابليون ترجمة وتحقيق: ترجمة مصطفى زيادة، الناشر: دار المعارف.
- تاريخ أوروبا في العصور الوسطى تقديم: محمد شفيق غربال، ترجمة وتحقيق: محمد مصطفى زيادة- السيد الباز العريني، الناشر: دار المعارف.
- تاريخ أوروبا في العصر الحديث ترجمة وتحقيق: أحمد نجيب هاشم - وديع الضبع، الناشر: دار المعارف.

## روابط خارجية
- هربرت فيشر على موقع الموسوعة البريطانية (الإنجليزية)